# Jean Cavalier
Jean Cavalier, död 1698, var en fransk-tysk elfenbenssnidare.
Cavalier var verksam i flera av Europas huvudstäder, och kom slutligen omkring 1695 till Stockholm. Han har efterlämnat ett par hundra små elfenbensporträtt, flera troligen utförda som modeller för medaljer, bland annat av det pfalziska kungahusets medlemmar och flera svenska stormän. Cavalier är representerad vid bland annat Nationalmuseum.